# Jean Labbé (pédiatre)
Pour les articles homonymes, voir Labbé.
Jean Labbé est un pédiatre et professeur québécois né à Thetford Mines en 1947.

## Biographie
Le docteur Jean Labbé, maintenant retraité, a passé toute sa vie professionnelle au Centre hospitalier de l’Université Laval et a été professeur titulaire au département de pédiatrie de l’Université Laval. C’est à Québec qu’il a fait ses études médicales et une partie de sa résidence en pédiatrie, qu’il a complétée par un an à L’Hôpital de Montréal pour enfants et une autre année à l’Hôpital Sainte-Justine. Au cours de sa carrière, il s’est consacré principalement à la pédiatrie ambulatoire et a mis sur pied des cliniques d’infection urinaire et d’énurésie. Conscient du fait que les visites médicales sont trop courtes pour répondre aux besoins d’information des nouveaux parents, il a rédigé des Bulletins d’information adaptés à chacune des visites périodiques recommandées entre la naissance et l’âge de cinq ans. Ces documents ont été rendus disponibles à l’ensemble des parents québécois avec le concours de la faculté de médecine de l’Université Laval. Le docteur Labbé a également été consultant pendant dix ans en soins pédiatriques dans le Nunavik, au Nord-du-Québec.
Il a développé une expertise médicale en protection de l’enfance, ce qui l’a amené à créer des comités de protection de l’enfance dans les hôpitaux de Québec ainsi qu’un comité régional d’examen des décès d’enfants. Il a participé à la formation en maltraitance des médecins et d’autres intervenants sur les scènes régionale, provinciale, nationale et internationale. Il a également été conseiller en France pour l’élaboration de guides de pratique sur la protection des enfants. Il a rédigé de nombreuses publications pour des revues dotées de comités de pairs, dont certaines portaient sur des recherches originales1. À la retraite, il a publié un livre sur l’histoire des mauvais traitements envers les enfants à travers les siècles. Le docteur Jean Labbé est membre d’honneur de la Société Française de Pédiatrie Médico-Légale.